# Michelle D. Johnson

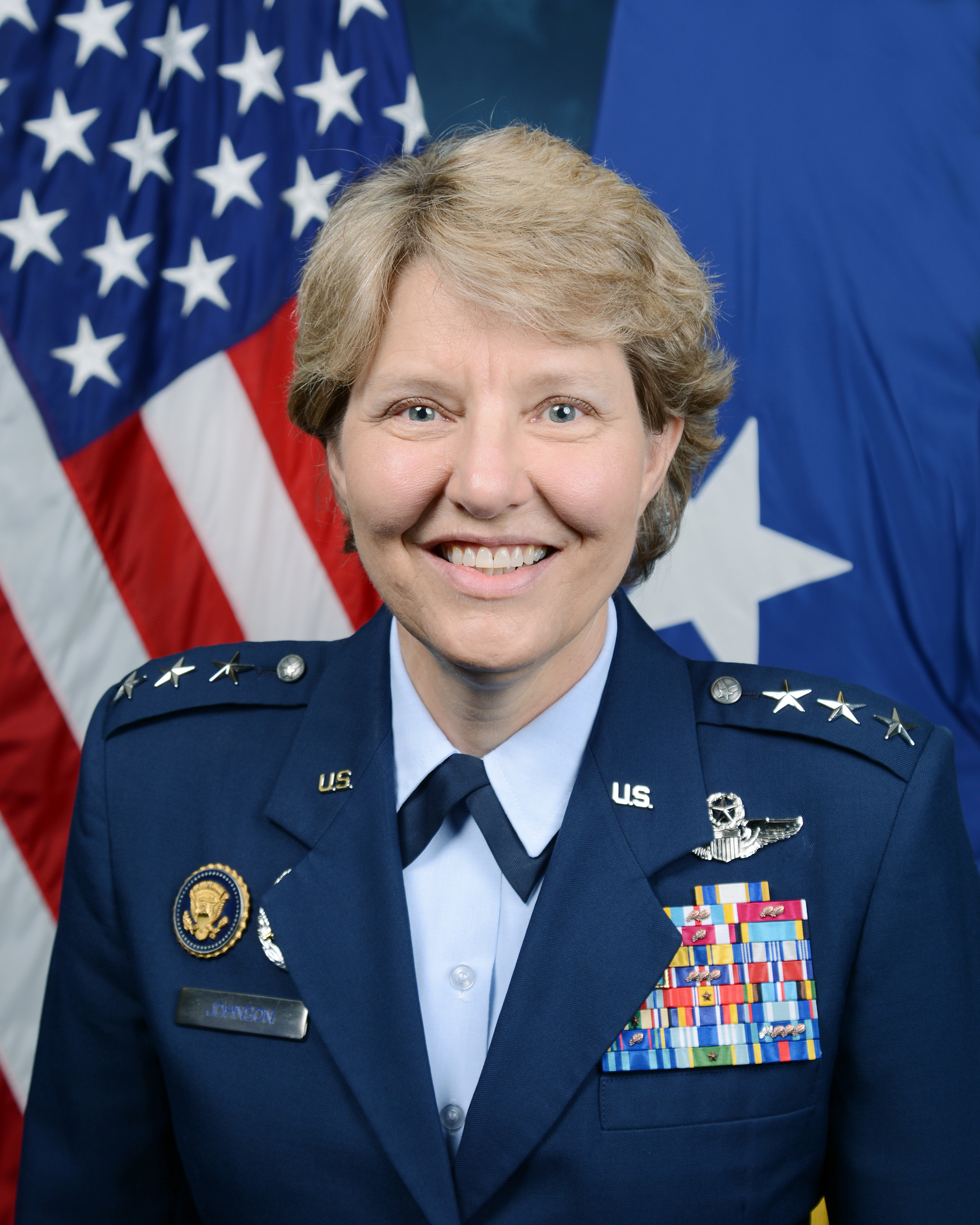
Michelle D. Johnson (2016)

Michelle D. Johnson (* um 1959 in Iowa) ist eine pensionierte Offizierin der United States Air Force. Dabei erreichte sie den Rang eines Generalleutnants. Unter anderem war sie Leiterin (Superintendent) der United States Air Force Academy.

## Leben
Michelle Johnson wurde um 1959 in Iowa geboren und besuchte die öffentlichen Schulen ihrer Heimat. Im Jahr 1981 absolvierte sie die United States Air Force Academy in Colorado Springs. Nach ihrer Graduation wurde sie als Leutnant in das Offizierskorps der Air Force aufgenommen. In der Folge durchlief sie alle Offiziersgrade vom Leutnant bis zum Drei-Sterne-General.
Im Lauf ihrer militärischen Karriere absolvierte sie verschiedene Kurse und Schulungen. Dazu gehörten unter anderem eine Ausbildung zur Kampfpilotin und weitere Fortbildungskurse als Pilotin neuer Flugzeugtypen; die Squadron Officer School auf der Maxwell Air Force Base in Alabama; das Air Command and Staff College über einen Fernkurs; das Air War College, ebenfalls über einen Fernkurs; das National War College in Fort Lesley J. McNair in Washington, D.C.; das Seminar XXI, Foreign Political and International Relations am Massachusetts Institute of Technology (MIT) und den Joint Flag Officer Warfighting Course auf der Maxwell Air Force Base in Alabama. Außerdem erhielt sie akademische Grade von der University of Oxford in England, der Syracuse University und der Harvard University.
In ihren frühen Jahren als Offizierin der Luftwaffe war sie an verschiedenen Stützpunkten in den Vereinigten Staaten stationiert. Dabei war sie als Pilotin, Flugausbilderin oder Stabsoffizierin bei unterschiedlichen Einheiten tätig. Dazwischen absolvierte sie die erwähnten Schulungen. Zwischen 1989 und 1992 gehörte sie der Fakultät der Air Force Academy an. Danach gehörte sie als Vertreterin der Luftwaffe zum erweiterten Stab des Präsidenten (Air Force aide to the President). Im weiteren Verlauf stieg sie zur Kommandeurin der 9. Betankungsschwadron (9th Air Refueling Squadron) auf, das auf der Travis Air Force Base in Kalifornien stationiert war. Dieses Amt hatte sie zwischen 1994 und 1998 inne.
Nach ihrem Studium am National War College wurde sie nach Altus in Oklahoma auf die dortige Altus Air Force Base versetzt, wo sie zwischen Juni 1999 und März 2000 stellvertretende Kommandeurin der 97th Operations Group war. Anschließend erhielt sie dort das Kommando über diese Einheit, das sie bis zum März 2002 innehatte. Es folgte ein dreimonatiger Kurs an der Syracuse University im Bundesstaat New York.
Zwischen Juni 2002 und Juni 2004 kommandierte Michelle Johnson das 22. Betankungsgeschwader, das auf der McConnell Air Force Base in Kansas ansässig war. Danach gehörte sie bis zum November 2005 auf der Scott Air Force Base in Illinois der Stabsabteilung für Personal beim Air Mobility Command an. Anschließend war sie bis zum November 2007 in verschiedenen Funktionen Mitglied im Stab des Secretary of the Air Force. Auch in der Folge blieb sie in Washington, D.C., wo sie bis Juni 2009 der Stabsabteilung J5 bei den Joint Chiefs of Staff angehörte.
Daran schloss sich eine Rückkehr zur Scott AFB an, wo sie bis Juli 2011 Abteilungsleiterin im Hauptquartier des United States Transportation Command war. Es folgte eine Versetzung nach Belgien zum Hauptquartier der NATO. Dort leitete sie zwischen Juli 2011 und Juli 2013 deren Stabsabteilung für Operationen und Nachrichtendienste (Deputy Chief of Staff, Operations and Intelligence).
Ihr letzter Auftrag führte Michelle Johnson nach Colorado Springs in Colorado zur United States Air Force Academy. Am 12. August 2013 übernahm sie dort als Nachfolgerin von Michael C. Gould als Superintendent die Leitung dieser Ausbildungsstätte. Dieses Amt bekleidete sie bis zum 11. August 2017, als sie von Jay B. Silveria abgelöst wurde. Anschließend schied sie aus dem aktiven Militärdienst aus.
Während ihrer aktiven Zeit als Militärpilotin absolvierte sie über 3600 Flugstunden auf verschiedenen Flugzeugtypen.
Nach ihrer Pensionierung wurde Michelle Johnson in den Vorstand der National Basketball Association (NBA) berufen. Dort war sie bis 2019 als Vizepräsidentin (vice president) tätig. Außerdem war sie für den Bereich Schiedsrichterwesen zuständig. Danach zog sie sich ins Privatleben zurück.

## Daten der Beförderungen
| Abzeichen | Rang               | Jahr            |
| --------- | ------------------ | --------------- |
|           | Second Lieutenant  | 27. Mai 1981    |
|           | First Lieutenant   | 27. Mai 1983    |
|           | Captain            | 27. Mai 1985    |
|           | Major              | 1. Oktober 1991 |
|           | Lieutenant Colonel | 1. Februar 1995 |
|           | Colonel            | 1. Mai 1999     |
|           | Brigadier General  | 2. Januar 2007  |
|           | Major General      | 16. Juli 2010   |
|           | Lieutenant General | 12. August 2013 |

## Orden und Auszeichnungen
Michelle Johnson erhielt im Lauf ihrer militärischen Laufbahn unter anderem folgende Auszeichnungen:
- Air Force Distinguished Service Medal
- Defense Superior Service Medal
- Legion of Merit
- Meritorious Service Medal
- Aerial Achievement Medal
- Air Force Commendation Medal
- Air Force Achievement Medal
- Combat Readiness Medal
- National Defense Service Medal
- Armed Forces Expeditionary Medal
- Southwest Asia Service Medal
- Global War on Terrorism Service Medal